# Juan Rivera García
Juan Rivera García (Cadereyta de Montes, Querétaro, 24 de junio de 1926) es un artesano mexicano conocido por pintar cruces de ánimas y exvotos o retablos, cuya tradición se remonta a los siglos XVIII y XIX.

## Semblanza biográfica
Su padre, Trinidad Rivera Olvera,  quien vivió hasta la edad de 94 años, le enseñó el oficio de pintar, en la época de su padre había dos pintores más que hacían retablos, Juvencio Rojas y Felipe Urbiola. Esta tradición, casi desaparecida y que tuvo su auge durante los siglos XVIII y XIX, sobrevivió casi de manera exclusiva en las manos de Juan Rivera.
Los exvotos o retablos se realizan en lámina de medidas aproximadas de 11 x 16 cm con colores brillantes que representan un momento del favor o milagro que se ha pedido a una virgen o un santo, o bien el momento en el que este se ha recibido. Gran parte de los exvotos que ha pintado Juan Rivera se encuentran en el estado de Hidalgo, en los templos de Bondojito, Marmota, San Francisco, La Esquina y Tecoazutla, aunque algunos de ellos han sido llevados a algunas capillas de los estados de Querétaro, Guanajuato y hasta en la basílica de Guadalupe de la Ciudad de México. Muchas veces la escena contenida representa a la persona que ha pedido el favor o milagro hincada con una vela encendida. Por otra parte, las pequeñas cruces de ánimas, son empleadas de manera tradicional en honor a los difuntos durante los oficios funébres y reutilizadas cada 2 de noviembre, en el Día de Muertos.  Generalmente, son hechas en latón, rodeadas con escenas religiosas y con el retrato del difunto a quien se dedica. 
El uso de los exvotos y retablos es una tradición religiosa predominantemente indígena otomí. La mayor parte de ellos son dedicados a la virgen de Guadalupe, a la virgen de Dolores (de Soriano) y a San Antonio (de Cadereyta). Las obras de Juan Rivera no están firmadas.

## Premios y distinciones
- Representante por el estado de Querétaro en la exposición “Por Amor al Arte Popular”.
- Premio Nacional de Ciencias y Artes en el área de Artes y Tradiciones Populares otorgado por la Secretaría de Educación Pública en 2002.